# 9K113 Konkurs

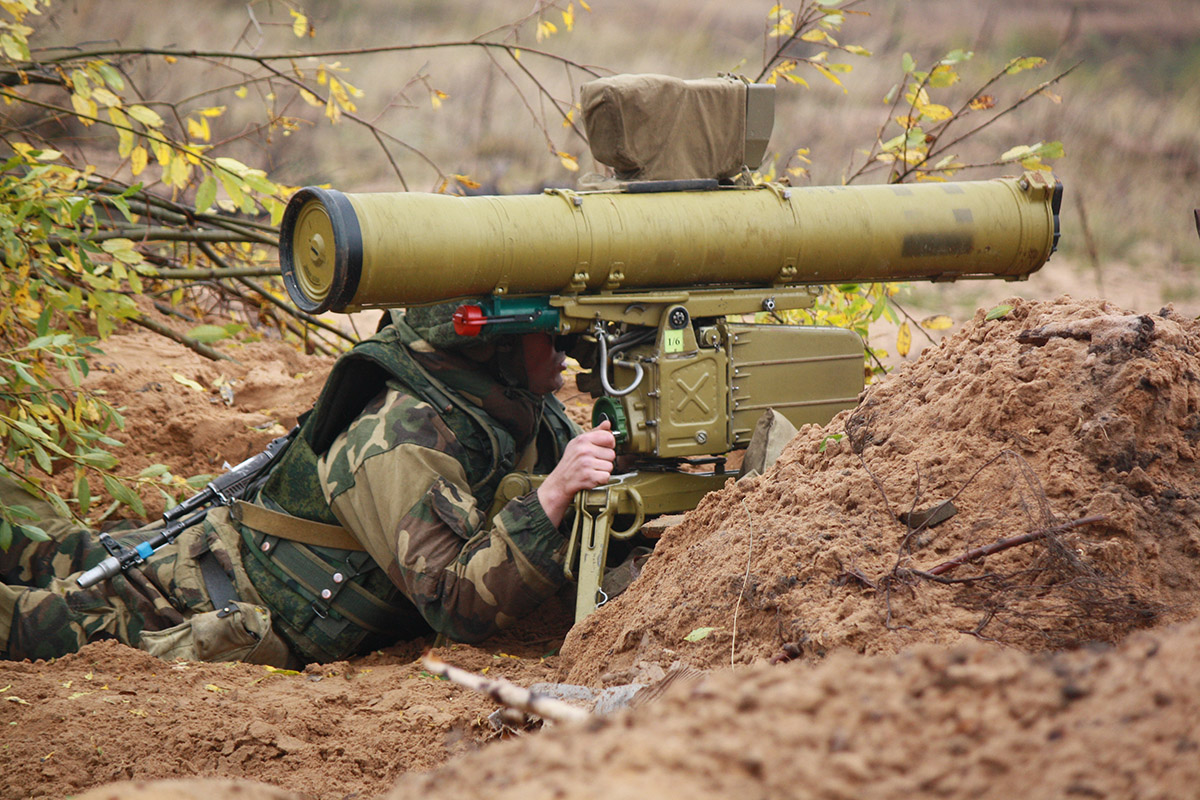
Běloruský voják s 9M113

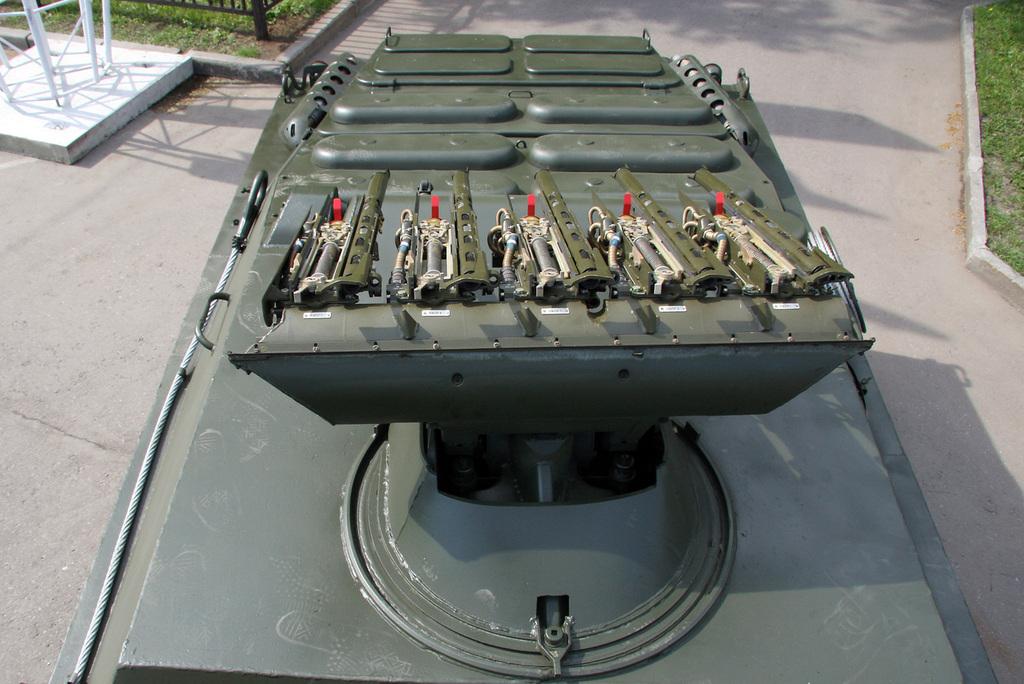
Koleje pro systém 9M113 Konkurs na voze 9P148

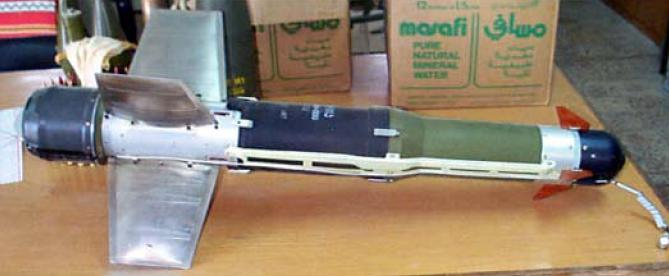
Střela 9M113

9K113 Konkurs (v kódu NATO AT-5 „Spandrel“) je sovětská protitanková řízená střela druhé generace s přenosem řídících povelů prostřednictvím vodiče. 9K113 je název v indexu GRAU, střela má označení 9M113. Jedná se o protitankový raketový komplet středního dosahu s poloautomatickým povelovým systémem dálkového navedení po záměrné cíle (tzv. SACLOS - Semi-Automatic Command to Line-of-Sight), který je doplněn možností ruční korekce v závěrečné fázi letu v případě rušení klamnými optickými signály (navádění typu CLOS).

## Vývoj
Tuto PTŘS vyvíjela rovněž konstrukční kancelář KBP v Tule. Podnětem k jejímu vzniku byla výzva Ministerstva obranného průmyslu SSSR k vývoji nového mobilního PTRK na bázi vozidla BRDM-2 z roku 1966. Požadavkem byla rovněž nadzvuková rychlost střely, která by ovšem neumožňovala přenos řídících povelů po vodiči. Při použití naváděcí soustavy s rádiovým přenosem řídících povelů by znemožnilo kompatibilitu s odpalovacím zařízením předešlé PTŘS Fagot a rovněž vyloučilo vývoj přenosné verze PTRK. Nakonec bylo od požadavku nadzvukové rychlosti upuštěno a v roce 1970 zahájen plnohodnotný vývoj nové PTŘS s původním označením Goboj, který byl ještě téhož roku změněn na Konkurs. Do výzbroje byla tato PTŘS přijata roku 1974.
Při vývoji PTŘS 9M113 Konkurs se vycházelo z předešlého typu 9K111 Fagot. Obě střely používají stejné odpalovací zařízení 9P135M. Střela 9M113 Konkurs používaná u PTRK 9K113 je však v porovnání se střelou 9M111 Fagot těžší, delší, má větší dosah a její kumulativní hlavice je účinnější.
V roce 1975 byla zavedena modernizovaná verze 9K113M Konkurs-M se střelou 9M113M, která je vybavena účinnější kumulativní hlavicí.

## Technická data
- Délka střely: 1150 mm
- Průměr těla střely: 135 mm
- Hmotnost střely: 14,58kg
- Účinný dostřel: minimální 75 m, maximální 4000 m
- Typ bojové hlavice: HEAT

## Služba
PTRK 9P135 je používán v přenosné i mobilní verzi. Mobilní verze 9P148 na bázi vozidla BRDM-2 má na výsuvném odpalovacím zařízení instalováno pět střel připravených k okamžitému použití a dalších 15 je uloženo uvnitř vozidla, z nichž 5 je připraveno v nabíjecím automatu a 10 je připevněno v držácích na stěnách vozidla. Rovněž jím mohou být vyzbrojena bojová vozidla BMP-1P, BMP-2 a BMD-2.
Komplet Konkurs byl exportován do všech států Varšavské smlouvy, přičemž Bulharsko a Československo jej vyráběly v licenci (licenční výroba pokračuje na Slovensku). Další výroba probíhá nebo probíhala rovněž v Indii a Íránu.